# Santa Rosa Automotores

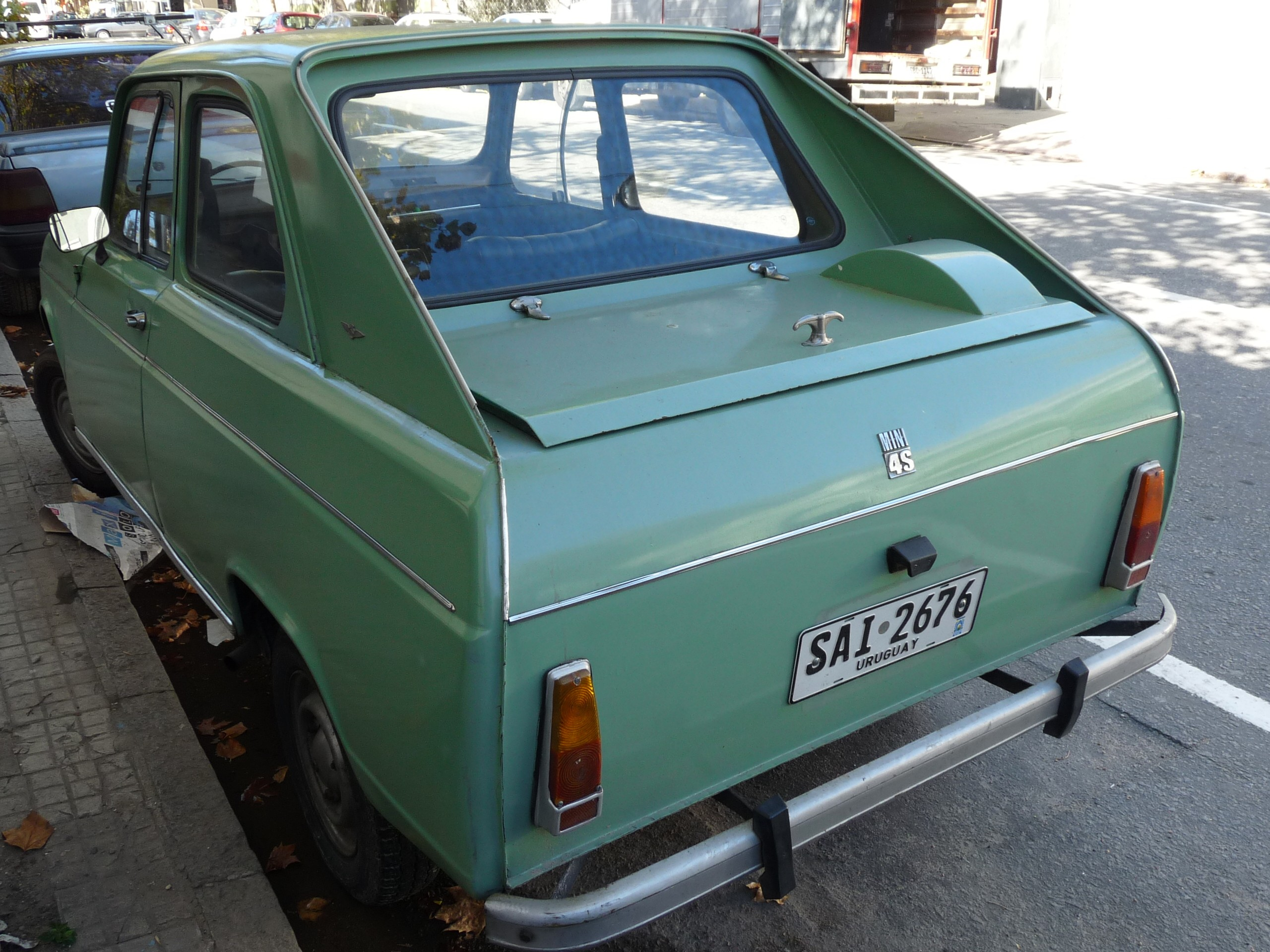
Renault Mini 4

Santa Rosa Automotores S.A. ist ein uruguayischer Importeur von Automobilen und ehemaliger Automobilhersteller.

## Unternehmensgeschichte
Das Unternehmen wurde 1962 in Montevideo gegründet. Als Personen werden anfangs Jorge Mutio und Albérico Passadore genannt, die vorher das Unternehmen Mutio, Passadore betrieben. Zunächst importierten sie Fahrzeuge von Renault. Wenig später erwarben sie Fahrzeugteile von Industrias Kaiser Argentina, aus denen sie ein eigenständiges Modell fertigten. Der Markenname lautete Renault. Im Juli 2014 leitete Esteban Martino das Unternehmen. Der Argentinier Manuel Antelo erwarb im Februar 2016 das Unternehmen und ernannte Eduardo Ache zum Präsidenten.

## Fahrzeugproduktion
Das einzige Modell war der Renault Mini 4. Dies war eine Abwandlung des Renault 4 mit anderer Heckgestaltung. Er war als zweitürige Limousine, zweitürige Kombilimousine mit großer Heckklappe und Pick-up erhältlich. Ein wassergekühlter Vierzylindermotor mit 58 mm Bohrung, 80 mm Hub, 845 cm³ Hubraum und 33 PS Leistung trieb die Vorderräder an.